# Richard Polenberg
Richard Polenberg (1937-2020) foi um historiador americano.

## Carreira
Polenberg lecionou história na Cornell University por 45 anos, de 1966 a 2011; Em 1986, tornou-se Professor Goldwin Smith de História Americana. Depois de se aposentar, ele se tornou o professor emérito de história Marie Underhill Noll. Na aposentadoria, ele também lecionou na Auburn Correctional Facility como parte do programa educacional da prisão de Cornell.

## Prêmios
Polenberg ganhou quatro principais prêmios em sua carreira:
- Clark Distinguished Teaching Award da Cornell University
- Silver Gavel Award da American Bar Association for Fighting Faiths
- Prêmio Livro de Destaque da Fundação Gustavus Myers para Fighting Faiths
- Fulbright Visiting Professor na Universidade Hebraica de Jerusalém

## Obras
Polenberg publicou vários trabalhos durante este período, a maioria sobre os EUA do século XX.

## Trabalhos selecionados
- Reorganizando o governo de Roosevelt, 1936–1939 (1966)
- Guerra e Sociedade: Os Estados Unidos, 1941-1945 (1972)
- Uma nação divisível: classe, raça e etnia nos Estados Unidos desde 1938 (1980)
- Fighting Faiths: O Caso Abrams, a Suprema Corte e a Liberdade de Expressão (1989)
- O Mundo de Benjamin Cardozo: Valores Pessoais e o Processo Judicial (1997)
- Ouça minha triste história: os verdadeiros contos que inspiraram "Stagolee", "John Henry" e outras canções folclóricas tradicionais americanas (2015)